# فورد مدل ای (۱۹۲۷–۱۹۳۱)

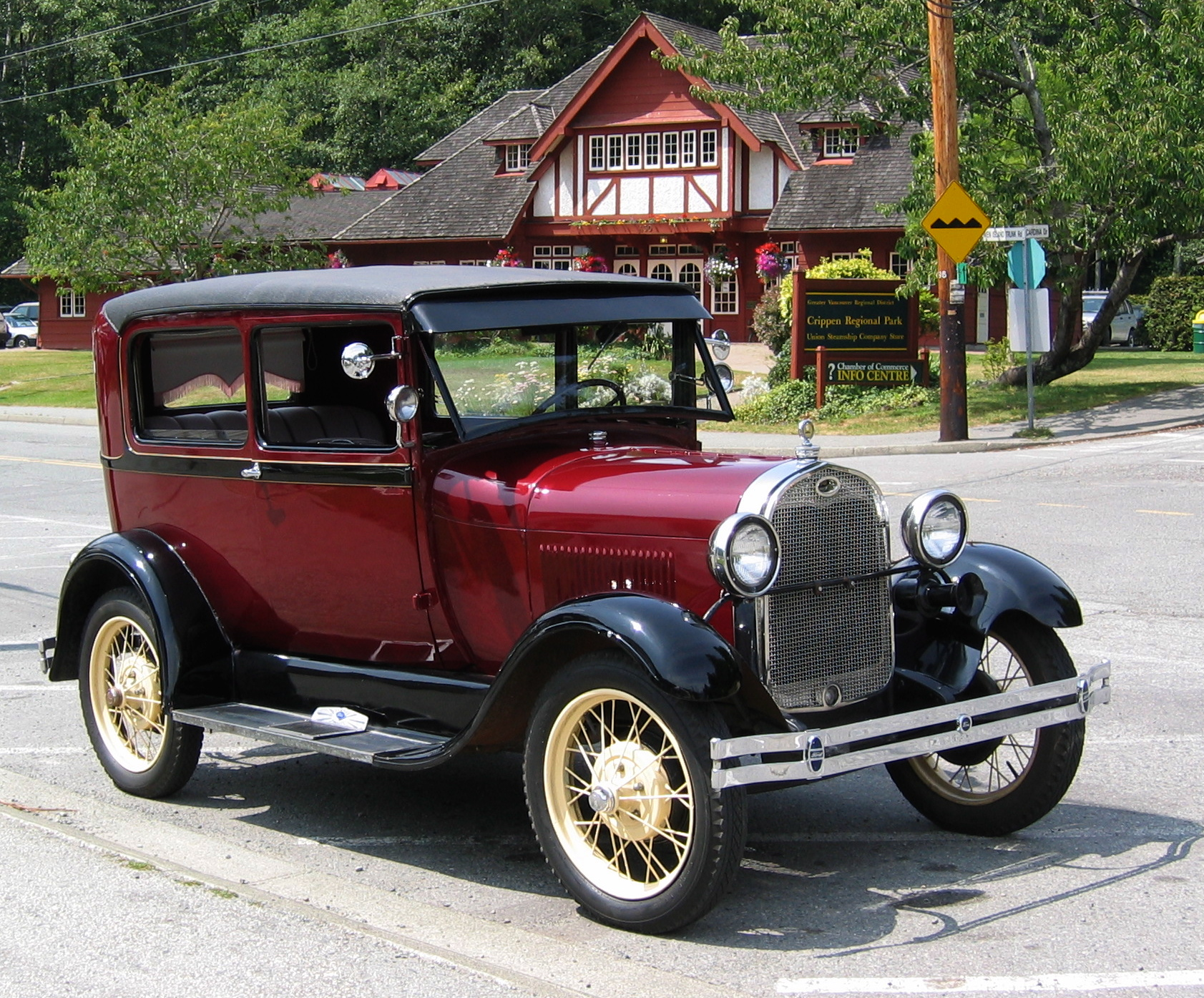

فورد مدل ای (۱۹۲۷–۱۹۳۱) خودرویی است که در بین سال‌های ۱۹۲۷ تا ۱۹۳۱تولید می شد. این ماشین در دیترویت، ویندزور، کانادا، بوئنوس آیرس، آرژانتین، کلن، آلمان، جزیره ایرلند، انگلند و استرالیا تولید شده‌است. طراحی آن خودروهای موتور جلو-محور عقب بوده است.

## نگارخانه

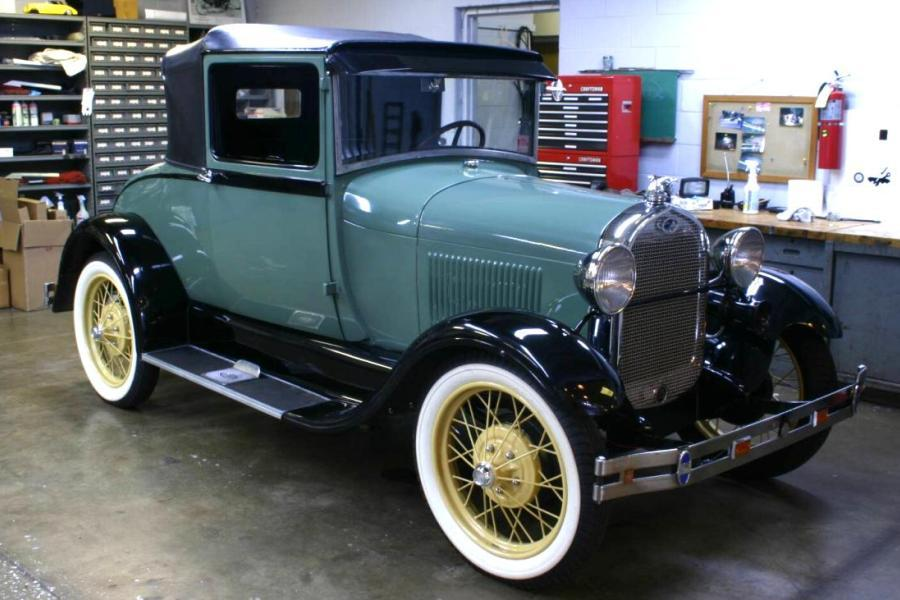
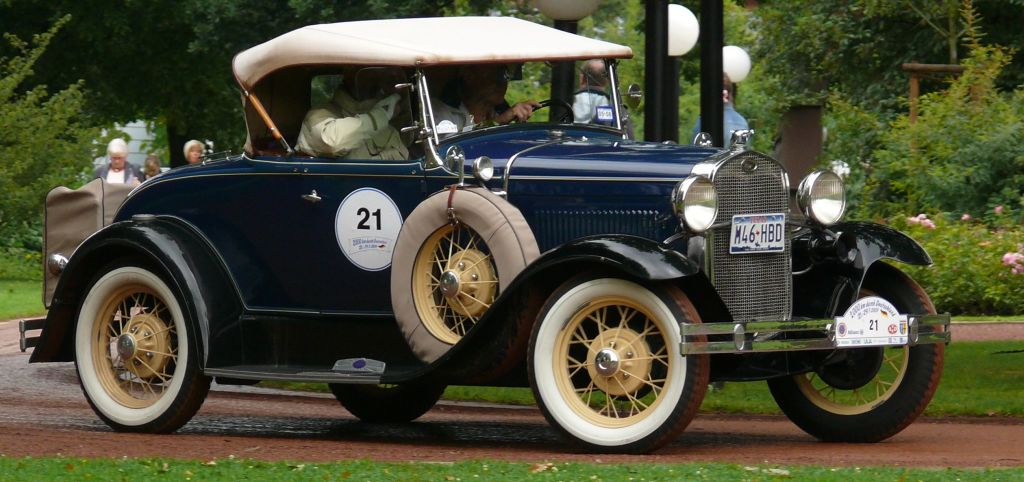
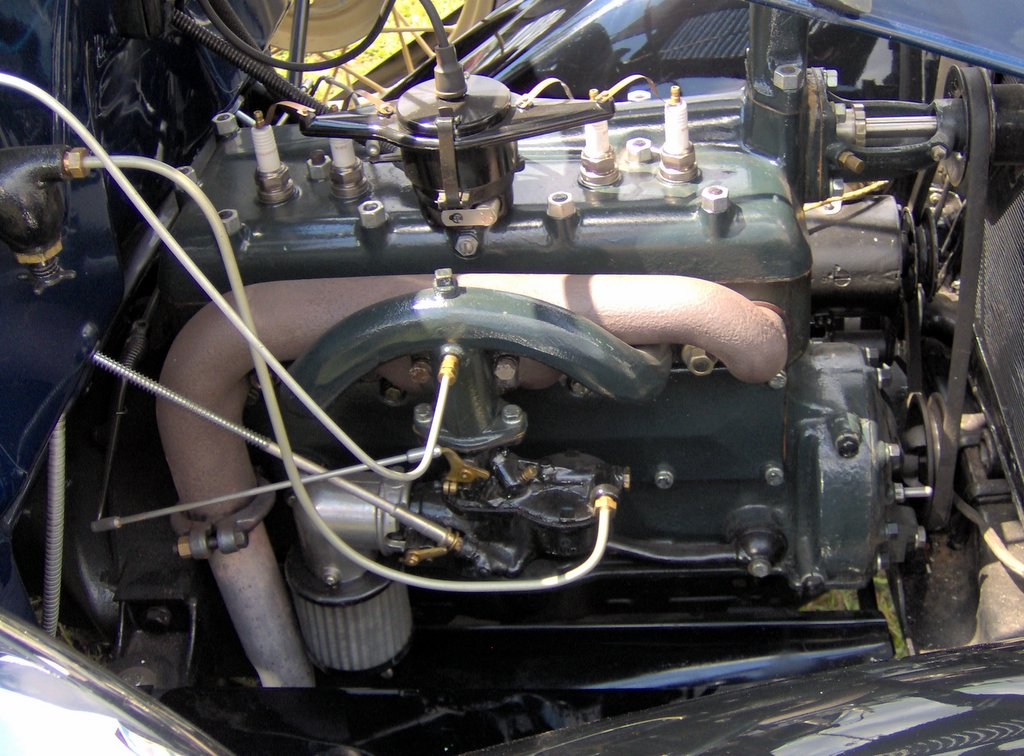
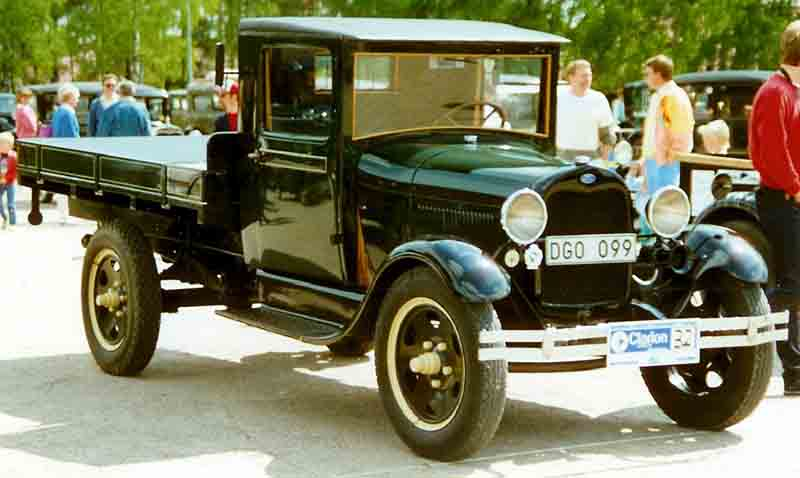
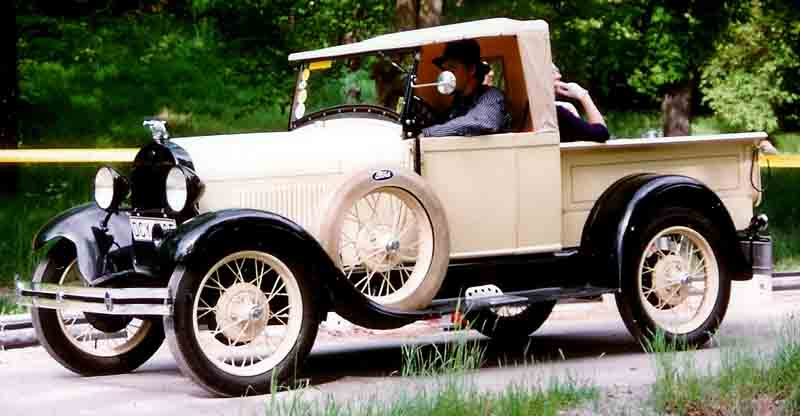
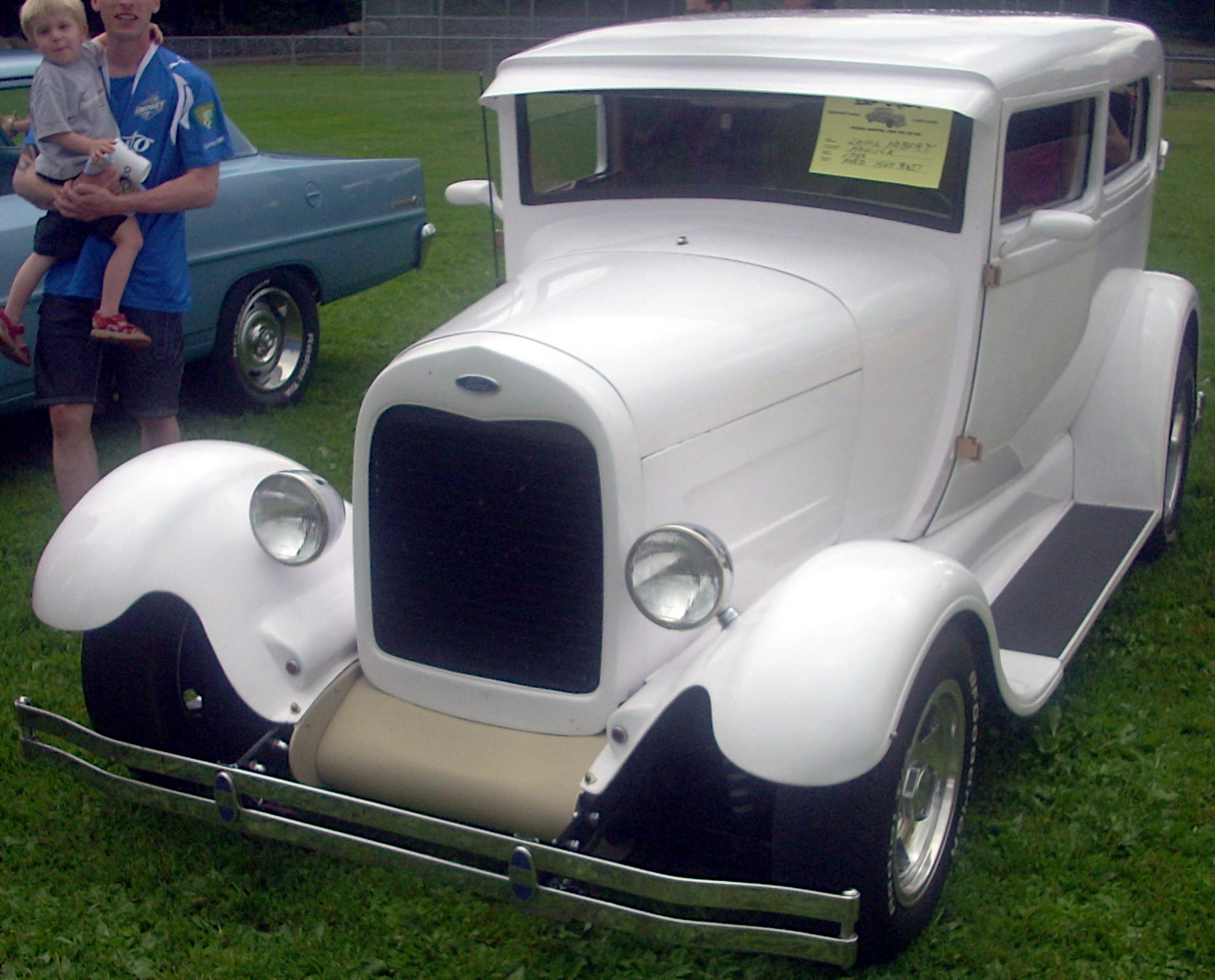
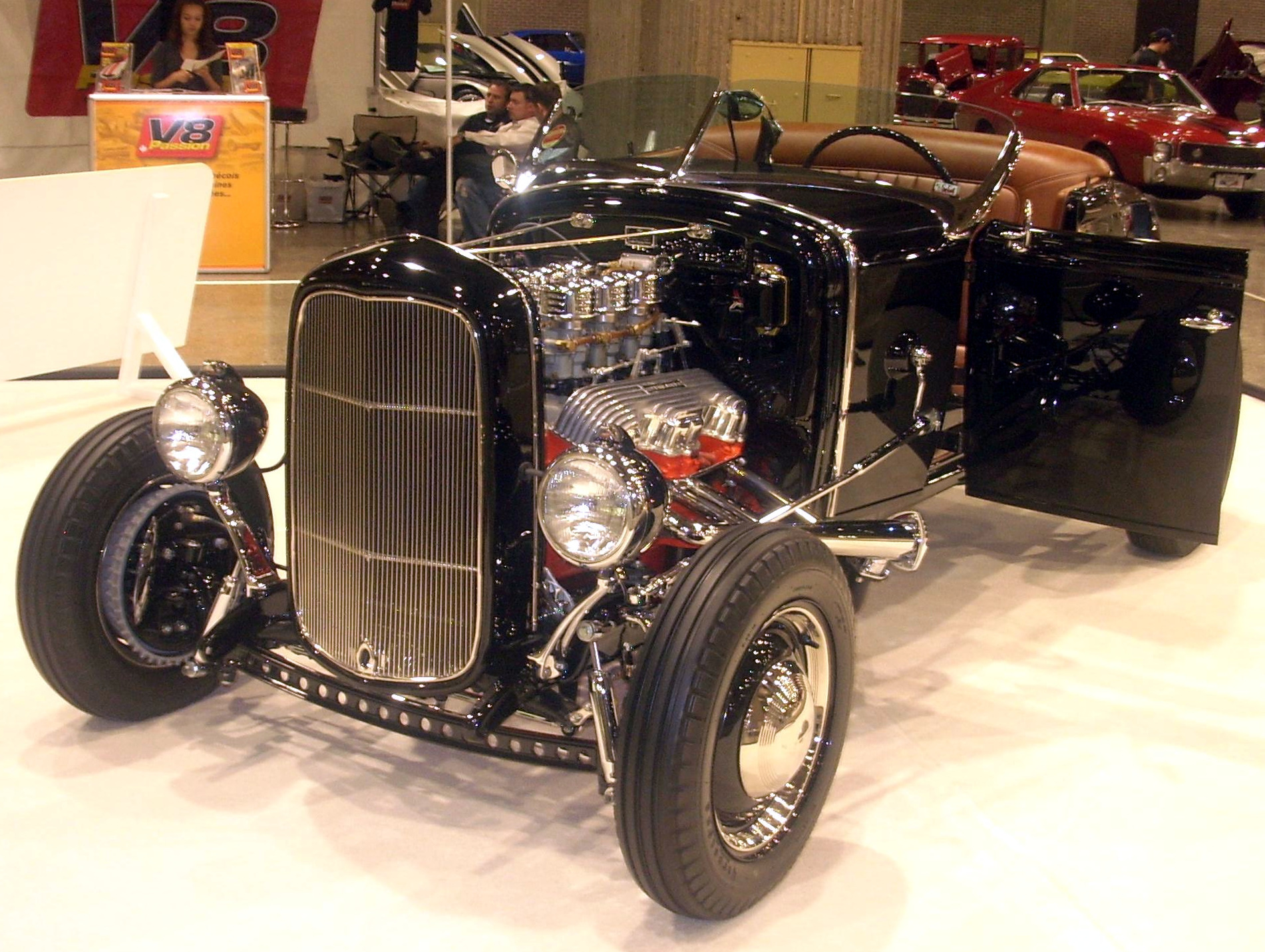
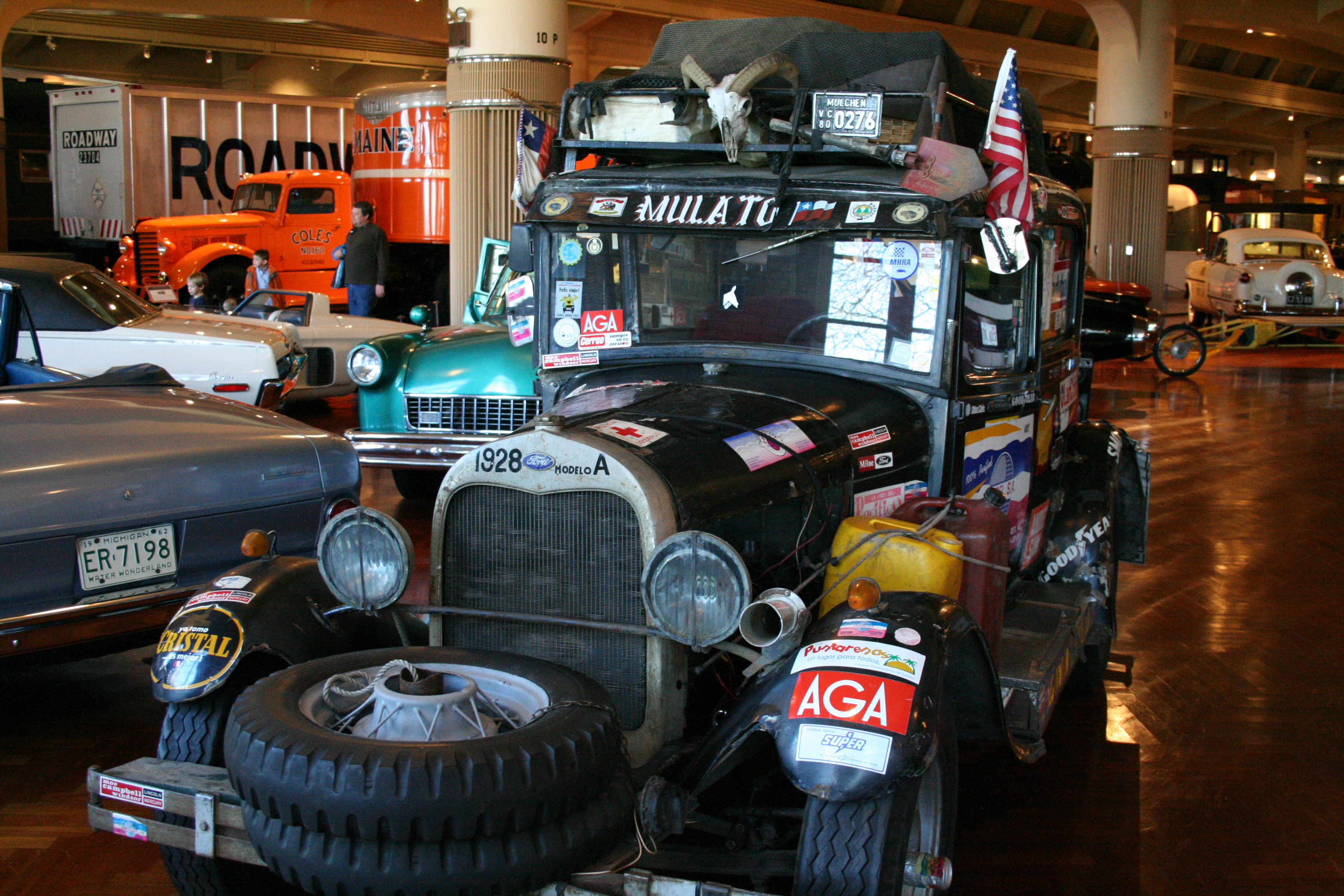